# Abu Zakariya Yahya I.
Abu Zakariya Yahya I. ibn Hafs (arabisch أبو زكريا يحيى بن حفص, DMG Abū Zakariyā Yaḥyā b. Ḥafṣ, auch al-Hafsi / الحفصي / al-Ḥafṣī; * 1203; † 1249) war Herrscher der Hafsiden in Ifrīqiya (1229–1249).
Abu Zakariya Yahya I. war ein Nachkomme von Abu Hafs Umar, der einer der frühesten Anhänger Ibn Tumarts und der ersten Almohadenkalifen gewesen war. Auch seine Nachkommen besetzten wichtige Positionen innerhalb des Reichs. So war schon Abu Muhammad ibn Abi Hafs Umar, der Vater von Yahya I., nach 1200 Statthalter in Ifrīqiya gewesen. Als solcher hatte er erfolgreich Yahya ibn Ishaq ibn Ghaniya bekämpft (siehe: Almohaden). Dadurch konnten die Hafsiden in Ifriqiya zunehmend an Einfluss gelangen.
Anlass für die Errichtung eines eigenen Reichs in Ifriqiya um 1229 war die Verdammung der almohadischen Lehre durch den Kalif der Almohaden Idris I. al-Mamun (1227–1232). Dies nutzte Yahya I., um sich als Bewahrer der almohadischen Tradition darzustellen. Tatsächlich wurden viele almohadische Institutionen übernommen, in der die alte Führungsschicht weiter ihren Einfluss geltend machen konnte. Da die Almohaden durch interne Machtkämpfe geschwächt waren, gelang Yahya I. zunächst die Ausdehnung seiner Herrschaft. So eroberte er 1230 Constantine, 1235 Algier und vertrieb 1242 die Abdalwadiden aus Tlemcen. Sogar die Meriniden erkannten in Marokko 1245 zeitweise die Oberhoheit der Hafsiden an.
Neben der militärischen Expansion förderte Yahya I. den Handel, indem er diplomatische Beziehungen zu Kaiser Friedrich II. in Italien und nach Aragon aufnahm, sowie Handelsverträge mit Venedig, Pisa und Genua abschloss. Durch den Aufschwung des Seehandels stieg Tunis zum wirtschaftlichen und auch kulturellen Zentrum des Reiches auf. Dieser wurde auch durch die Ansiedlung muslimischer Flüchtlinge aus Andalusien begünstigt. Unter Abu Zakariya Yahya I. wurde auch die erste Medresse in Tunis errichtet. Nach dem Tod von Abu Zakariya Yahya I. folgte ihm sein Sohn Muhammad I. al-Mustansir (1249–1277) auf den Thron.